# Паневле
Паневле (на сръбски: Паневље или Panevlje) е село в Югоизточна Сърбия, Пчински окръг, Град Враня, община Вранска баня.

## География
Селото е разположено във Вранската котловина, близо до десния бряг на река Южна Морава, и край първокласния път A 1, свързващ окръжния център Враня със столицата Белград. По своя план Паневле е пръснат тип селище, съставено от махали и отделни къщи. Отстои на 9 км северно от общинския център Вранска баня, на 1,5 км североизточно от село Превалац, на 4 км южно от владичинханското село Върбово и на 1,5 км западно от село Себевране.

## История
По време на Първата световна война селото е във военновременните граници на Царство България, като административно е част от Вранска околия на Врански окръг.

## Население
Според преброяването на населението от 2011 г. селото има 174 жители.

### Етнически състав
Данните за етническия състав на населението са от преброяването през 2002 г.
- сърби – 208 жители (99,52%)
- неизяснени – 1 жител (0,48%)